# HK Kópavogur

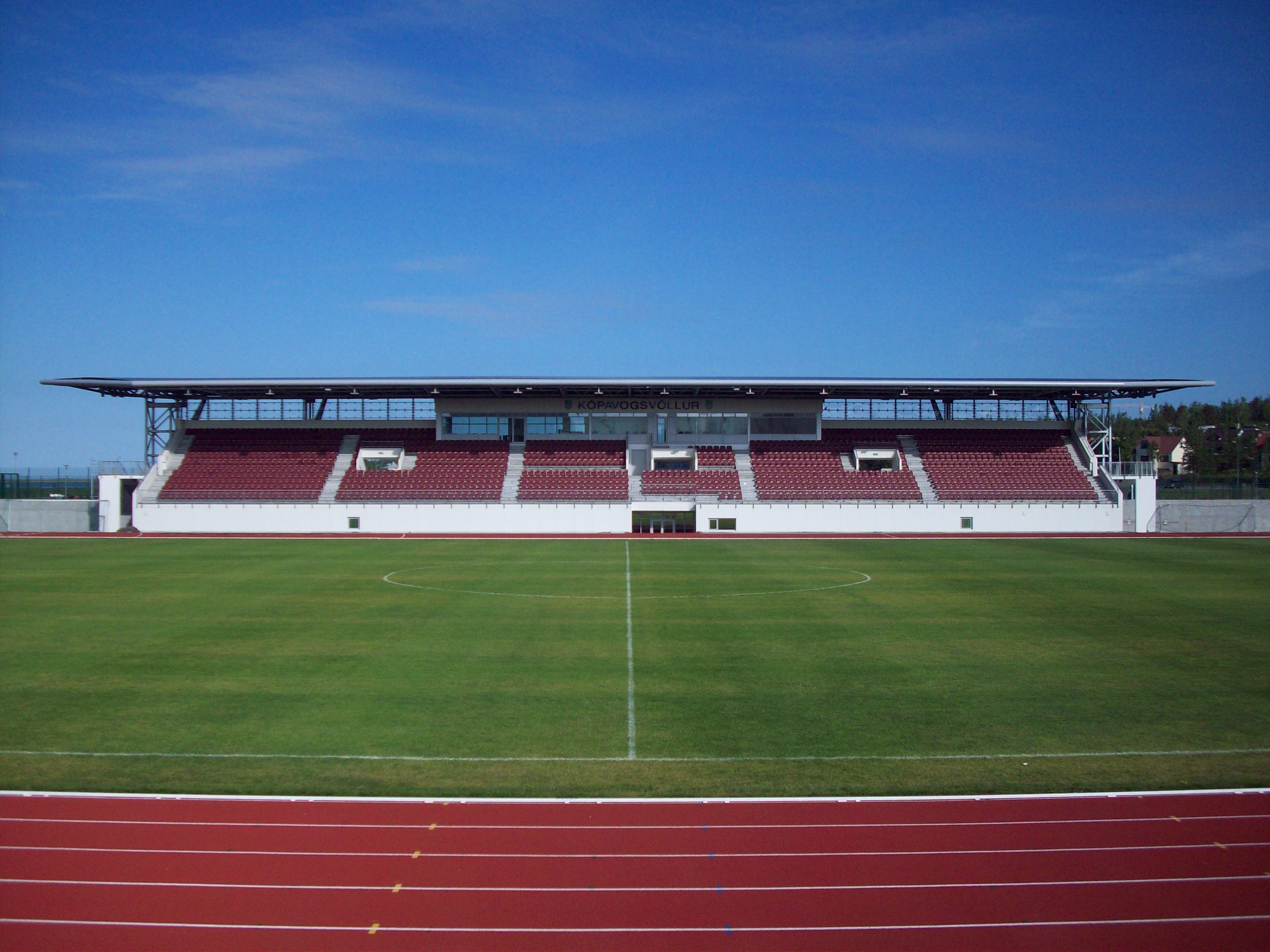
Kópavogsvöllur

El HK Kópavogur, conocido también como HK, es un equipo de fútbol de Islandia que juega en la 1. deild karla, la segunda división nacional.

## Historia
Fue fundado en el año 1992 en la ciudad de Kópavogur, aunque la institución nació el 26 de enero de 1970 como un equipo de balonmano, el cual ha sido campeón de liga y de copa nacional.
En sus primeros 15 años de vida estuvo en las divisiones inferiores de Islandia hasta que en 2007 juega en la Urvalsdeild Karla por primera vez finalizando en octavo lugar salvando la categoría por dos puntos. El equipo descendería al año siguiente al terminar en el lugar 11 entre 12 equipos, y cuatro años después descendería a la tercera división.
En 2021 el club regresaría a la Urvalsdeild Karla para descender tras una temporada a un punto de la salvación.

## Palmarés
- 2. deild karla (3): 1997, 2002, 2013
- 3. deild karla (2): 1992, 2001